# Tốt thông (cờ vua)
|   | a | b | c | d | e | f | g | h |   |
| 8 | h6 black pawn · b5 white pawn · e5 white pawn · f5 black pawn · h5 white pawn · c4 white pawn · d4 black pawn · f4 white pawn · g4 white pawn | h6 black pawn · b5 white pawn · e5 white pawn · f5 black pawn · h5 white pawn · c4 white pawn · d4 black pawn · f4 white pawn · g4 white pawn | h6 black pawn · b5 white pawn · e5 white pawn · f5 black pawn · h5 white pawn · c4 white pawn · d4 black pawn · f4 white pawn · g4 white pawn | h6 black pawn · b5 white pawn · e5 white pawn · f5 black pawn · h5 white pawn · c4 white pawn · d4 black pawn · f4 white pawn · g4 white pawn | h6 black pawn · b5 white pawn · e5 white pawn · f5 black pawn · h5 white pawn · c4 white pawn · d4 black pawn · f4 white pawn · g4 white pawn | h6 black pawn · b5 white pawn · e5 white pawn · f5 black pawn · h5 white pawn · c4 white pawn · d4 black pawn · f4 white pawn · g4 white pawn | h6 black pawn · b5 white pawn · e5 white pawn · f5 black pawn · h5 white pawn · c4 white pawn · d4 black pawn · f4 white pawn · g4 white pawn | h6 black pawn · b5 white pawn · e5 white pawn · f5 black pawn · h5 white pawn · c4 white pawn · d4 black pawn · f4 white pawn · g4 white pawn | 8 |
| 7 | h6 black pawn · b5 white pawn · e5 white pawn · f5 black pawn · h5 white pawn · c4 white pawn · d4 black pawn · f4 white pawn · g4 white pawn | h6 black pawn · b5 white pawn · e5 white pawn · f5 black pawn · h5 white pawn · c4 white pawn · d4 black pawn · f4 white pawn · g4 white pawn | h6 black pawn · b5 white pawn · e5 white pawn · f5 black pawn · h5 white pawn · c4 white pawn · d4 black pawn · f4 white pawn · g4 white pawn | h6 black pawn · b5 white pawn · e5 white pawn · f5 black pawn · h5 white pawn · c4 white pawn · d4 black pawn · f4 white pawn · g4 white pawn | h6 black pawn · b5 white pawn · e5 white pawn · f5 black pawn · h5 white pawn · c4 white pawn · d4 black pawn · f4 white pawn · g4 white pawn | h6 black pawn · b5 white pawn · e5 white pawn · f5 black pawn · h5 white pawn · c4 white pawn · d4 black pawn · f4 white pawn · g4 white pawn | h6 black pawn · b5 white pawn · e5 white pawn · f5 black pawn · h5 white pawn · c4 white pawn · d4 black pawn · f4 white pawn · g4 white pawn | h6 black pawn · b5 white pawn · e5 white pawn · f5 black pawn · h5 white pawn · c4 white pawn · d4 black pawn · f4 white pawn · g4 white pawn | 7 |
| 6 | h6 black pawn · b5 white pawn · e5 white pawn · f5 black pawn · h5 white pawn · c4 white pawn · d4 black pawn · f4 white pawn · g4 white pawn | h6 black pawn · b5 white pawn · e5 white pawn · f5 black pawn · h5 white pawn · c4 white pawn · d4 black pawn · f4 white pawn · g4 white pawn | h6 black pawn · b5 white pawn · e5 white pawn · f5 black pawn · h5 white pawn · c4 white pawn · d4 black pawn · f4 white pawn · g4 white pawn | h6 black pawn · b5 white pawn · e5 white pawn · f5 black pawn · h5 white pawn · c4 white pawn · d4 black pawn · f4 white pawn · g4 white pawn | h6 black pawn · b5 white pawn · e5 white pawn · f5 black pawn · h5 white pawn · c4 white pawn · d4 black pawn · f4 white pawn · g4 white pawn | h6 black pawn · b5 white pawn · e5 white pawn · f5 black pawn · h5 white pawn · c4 white pawn · d4 black pawn · f4 white pawn · g4 white pawn | h6 black pawn · b5 white pawn · e5 white pawn · f5 black pawn · h5 white pawn · c4 white pawn · d4 black pawn · f4 white pawn · g4 white pawn | h6 black pawn · b5 white pawn · e5 white pawn · f5 black pawn · h5 white pawn · c4 white pawn · d4 black pawn · f4 white pawn · g4 white pawn | 6 |
| 5 | h6 black pawn · b5 white pawn · e5 white pawn · f5 black pawn · h5 white pawn · c4 white pawn · d4 black pawn · f4 white pawn · g4 white pawn | h6 black pawn · b5 white pawn · e5 white pawn · f5 black pawn · h5 white pawn · c4 white pawn · d4 black pawn · f4 white pawn · g4 white pawn | h6 black pawn · b5 white pawn · e5 white pawn · f5 black pawn · h5 white pawn · c4 white pawn · d4 black pawn · f4 white pawn · g4 white pawn | h6 black pawn · b5 white pawn · e5 white pawn · f5 black pawn · h5 white pawn · c4 white pawn · d4 black pawn · f4 white pawn · g4 white pawn | h6 black pawn · b5 white pawn · e5 white pawn · f5 black pawn · h5 white pawn · c4 white pawn · d4 black pawn · f4 white pawn · g4 white pawn | h6 black pawn · b5 white pawn · e5 white pawn · f5 black pawn · h5 white pawn · c4 white pawn · d4 black pawn · f4 white pawn · g4 white pawn | h6 black pawn · b5 white pawn · e5 white pawn · f5 black pawn · h5 white pawn · c4 white pawn · d4 black pawn · f4 white pawn · g4 white pawn | h6 black pawn · b5 white pawn · e5 white pawn · f5 black pawn · h5 white pawn · c4 white pawn · d4 black pawn · f4 white pawn · g4 white pawn | 5 |
| 4 | h6 black pawn · b5 white pawn · e5 white pawn · f5 black pawn · h5 white pawn · c4 white pawn · d4 black pawn · f4 white pawn · g4 white pawn | h6 black pawn · b5 white pawn · e5 white pawn · f5 black pawn · h5 white pawn · c4 white pawn · d4 black pawn · f4 white pawn · g4 white pawn | h6 black pawn · b5 white pawn · e5 white pawn · f5 black pawn · h5 white pawn · c4 white pawn · d4 black pawn · f4 white pawn · g4 white pawn | h6 black pawn · b5 white pawn · e5 white pawn · f5 black pawn · h5 white pawn · c4 white pawn · d4 black pawn · f4 white pawn · g4 white pawn | h6 black pawn · b5 white pawn · e5 white pawn · f5 black pawn · h5 white pawn · c4 white pawn · d4 black pawn · f4 white pawn · g4 white pawn | h6 black pawn · b5 white pawn · e5 white pawn · f5 black pawn · h5 white pawn · c4 white pawn · d4 black pawn · f4 white pawn · g4 white pawn | h6 black pawn · b5 white pawn · e5 white pawn · f5 black pawn · h5 white pawn · c4 white pawn · d4 black pawn · f4 white pawn · g4 white pawn | h6 black pawn · b5 white pawn · e5 white pawn · f5 black pawn · h5 white pawn · c4 white pawn · d4 black pawn · f4 white pawn · g4 white pawn | 4 |
| 3 | h6 black pawn · b5 white pawn · e5 white pawn · f5 black pawn · h5 white pawn · c4 white pawn · d4 black pawn · f4 white pawn · g4 white pawn | h6 black pawn · b5 white pawn · e5 white pawn · f5 black pawn · h5 white pawn · c4 white pawn · d4 black pawn · f4 white pawn · g4 white pawn | h6 black pawn · b5 white pawn · e5 white pawn · f5 black pawn · h5 white pawn · c4 white pawn · d4 black pawn · f4 white pawn · g4 white pawn | h6 black pawn · b5 white pawn · e5 white pawn · f5 black pawn · h5 white pawn · c4 white pawn · d4 black pawn · f4 white pawn · g4 white pawn | h6 black pawn · b5 white pawn · e5 white pawn · f5 black pawn · h5 white pawn · c4 white pawn · d4 black pawn · f4 white pawn · g4 white pawn | h6 black pawn · b5 white pawn · e5 white pawn · f5 black pawn · h5 white pawn · c4 white pawn · d4 black pawn · f4 white pawn · g4 white pawn | h6 black pawn · b5 white pawn · e5 white pawn · f5 black pawn · h5 white pawn · c4 white pawn · d4 black pawn · f4 white pawn · g4 white pawn | h6 black pawn · b5 white pawn · e5 white pawn · f5 black pawn · h5 white pawn · c4 white pawn · d4 black pawn · f4 white pawn · g4 white pawn | 3 |
| 2 | h6 black pawn · b5 white pawn · e5 white pawn · f5 black pawn · h5 white pawn · c4 white pawn · d4 black pawn · f4 white pawn · g4 white pawn | h6 black pawn · b5 white pawn · e5 white pawn · f5 black pawn · h5 white pawn · c4 white pawn · d4 black pawn · f4 white pawn · g4 white pawn | h6 black pawn · b5 white pawn · e5 white pawn · f5 black pawn · h5 white pawn · c4 white pawn · d4 black pawn · f4 white pawn · g4 white pawn | h6 black pawn · b5 white pawn · e5 white pawn · f5 black pawn · h5 white pawn · c4 white pawn · d4 black pawn · f4 white pawn · g4 white pawn | h6 black pawn · b5 white pawn · e5 white pawn · f5 black pawn · h5 white pawn · c4 white pawn · d4 black pawn · f4 white pawn · g4 white pawn | h6 black pawn · b5 white pawn · e5 white pawn · f5 black pawn · h5 white pawn · c4 white pawn · d4 black pawn · f4 white pawn · g4 white pawn | h6 black pawn · b5 white pawn · e5 white pawn · f5 black pawn · h5 white pawn · c4 white pawn · d4 black pawn · f4 white pawn · g4 white pawn | h6 black pawn · b5 white pawn · e5 white pawn · f5 black pawn · h5 white pawn · c4 white pawn · d4 black pawn · f4 white pawn · g4 white pawn | 2 |
| 1 | h6 black pawn · b5 white pawn · e5 white pawn · f5 black pawn · h5 white pawn · c4 white pawn · d4 black pawn · f4 white pawn · g4 white pawn | h6 black pawn · b5 white pawn · e5 white pawn · f5 black pawn · h5 white pawn · c4 white pawn · d4 black pawn · f4 white pawn · g4 white pawn | h6 black pawn · b5 white pawn · e5 white pawn · f5 black pawn · h5 white pawn · c4 white pawn · d4 black pawn · f4 white pawn · g4 white pawn | h6 black pawn · b5 white pawn · e5 white pawn · f5 black pawn · h5 white pawn · c4 white pawn · d4 black pawn · f4 white pawn · g4 white pawn | h6 black pawn · b5 white pawn · e5 white pawn · f5 black pawn · h5 white pawn · c4 white pawn · d4 black pawn · f4 white pawn · g4 white pawn | h6 black pawn · b5 white pawn · e5 white pawn · f5 black pawn · h5 white pawn · c4 white pawn · d4 black pawn · f4 white pawn · g4 white pawn | h6 black pawn · b5 white pawn · e5 white pawn · f5 black pawn · h5 white pawn · c4 white pawn · d4 black pawn · f4 white pawn · g4 white pawn | h6 black pawn · b5 white pawn · e5 white pawn · f5 black pawn · h5 white pawn · c4 white pawn · d4 black pawn · f4 white pawn · g4 white pawn | 1 |
|   | a | b | c | d | e | f | g | h |   |

Tốt thông (tiếng Anh: Passed pawn) là một quân tốt mà không có quân Tốt nào ở phía trước nó trên cùng một cột hoặc các cột liền kề để cản đường nó tiến xuống hàng ngang cuối cùng ("hàng đáy") phong cấp, buộc đối phương phải dùng quân khác để cản. Nếu có hai quân Tốt thông nằm gần nhau ở hai cột liền kề thì được gọi là Tốt thông huynh đệ.

## Con tốt thông được bảo vệ
Trong hình bên, các con tốt trên cột b và cột c là các con tốt thông được bảo vệ. Hai hoặc nhiều con tốt thông đứng cạnh nhau liền kề được gọi là con tốt thông liên kết và chúng rất mạnh. Trong hình bên, các con tốt ở cột b và c của Trắng liên kết với các con tốt thông. Thường sẽ có lợi về mặt chiến lược đối với bên có những con tốt thông liên kết để xếp chúng vào cùng một hàng và sau đó tiến chúng song song, bởi vì điều này làm cho chúng khó khăn hơn trong việc ngăn cản.
|   | a | b | c | d | e | f | g | h |   |
| 8 | a7 black pawn · e7 black queen · g7 black king · h7 black pawn · b6 black pawn · e6 white pawn · f6 black knight · g6 black pawn · d5 black pawn · e5 white queen · c4 black pawn · d4 white pawn · b3 black knight · c3 white pawn · g3 white knight · b2 white bishop · g2 white pawn · h2 white pawn · g1 white king | a7 black pawn · e7 black queen · g7 black king · h7 black pawn · b6 black pawn · e6 white pawn · f6 black knight · g6 black pawn · d5 black pawn · e5 white queen · c4 black pawn · d4 white pawn · b3 black knight · c3 white pawn · g3 white knight · b2 white bishop · g2 white pawn · h2 white pawn · g1 white king | a7 black pawn · e7 black queen · g7 black king · h7 black pawn · b6 black pawn · e6 white pawn · f6 black knight · g6 black pawn · d5 black pawn · e5 white queen · c4 black pawn · d4 white pawn · b3 black knight · c3 white pawn · g3 white knight · b2 white bishop · g2 white pawn · h2 white pawn · g1 white king | a7 black pawn · e7 black queen · g7 black king · h7 black pawn · b6 black pawn · e6 white pawn · f6 black knight · g6 black pawn · d5 black pawn · e5 white queen · c4 black pawn · d4 white pawn · b3 black knight · c3 white pawn · g3 white knight · b2 white bishop · g2 white pawn · h2 white pawn · g1 white king | a7 black pawn · e7 black queen · g7 black king · h7 black pawn · b6 black pawn · e6 white pawn · f6 black knight · g6 black pawn · d5 black pawn · e5 white queen · c4 black pawn · d4 white pawn · b3 black knight · c3 white pawn · g3 white knight · b2 white bishop · g2 white pawn · h2 white pawn · g1 white king | a7 black pawn · e7 black queen · g7 black king · h7 black pawn · b6 black pawn · e6 white pawn · f6 black knight · g6 black pawn · d5 black pawn · e5 white queen · c4 black pawn · d4 white pawn · b3 black knight · c3 white pawn · g3 white knight · b2 white bishop · g2 white pawn · h2 white pawn · g1 white king | a7 black pawn · e7 black queen · g7 black king · h7 black pawn · b6 black pawn · e6 white pawn · f6 black knight · g6 black pawn · d5 black pawn · e5 white queen · c4 black pawn · d4 white pawn · b3 black knight · c3 white pawn · g3 white knight · b2 white bishop · g2 white pawn · h2 white pawn · g1 white king | a7 black pawn · e7 black queen · g7 black king · h7 black pawn · b6 black pawn · e6 white pawn · f6 black knight · g6 black pawn · d5 black pawn · e5 white queen · c4 black pawn · d4 white pawn · b3 black knight · c3 white pawn · g3 white knight · b2 white bishop · g2 white pawn · h2 white pawn · g1 white king | 8 |
| 7 | a7 black pawn · e7 black queen · g7 black king · h7 black pawn · b6 black pawn · e6 white pawn · f6 black knight · g6 black pawn · d5 black pawn · e5 white queen · c4 black pawn · d4 white pawn · b3 black knight · c3 white pawn · g3 white knight · b2 white bishop · g2 white pawn · h2 white pawn · g1 white king | a7 black pawn · e7 black queen · g7 black king · h7 black pawn · b6 black pawn · e6 white pawn · f6 black knight · g6 black pawn · d5 black pawn · e5 white queen · c4 black pawn · d4 white pawn · b3 black knight · c3 white pawn · g3 white knight · b2 white bishop · g2 white pawn · h2 white pawn · g1 white king | a7 black pawn · e7 black queen · g7 black king · h7 black pawn · b6 black pawn · e6 white pawn · f6 black knight · g6 black pawn · d5 black pawn · e5 white queen · c4 black pawn · d4 white pawn · b3 black knight · c3 white pawn · g3 white knight · b2 white bishop · g2 white pawn · h2 white pawn · g1 white king | a7 black pawn · e7 black queen · g7 black king · h7 black pawn · b6 black pawn · e6 white pawn · f6 black knight · g6 black pawn · d5 black pawn · e5 white queen · c4 black pawn · d4 white pawn · b3 black knight · c3 white pawn · g3 white knight · b2 white bishop · g2 white pawn · h2 white pawn · g1 white king | a7 black pawn · e7 black queen · g7 black king · h7 black pawn · b6 black pawn · e6 white pawn · f6 black knight · g6 black pawn · d5 black pawn · e5 white queen · c4 black pawn · d4 white pawn · b3 black knight · c3 white pawn · g3 white knight · b2 white bishop · g2 white pawn · h2 white pawn · g1 white king | a7 black pawn · e7 black queen · g7 black king · h7 black pawn · b6 black pawn · e6 white pawn · f6 black knight · g6 black pawn · d5 black pawn · e5 white queen · c4 black pawn · d4 white pawn · b3 black knight · c3 white pawn · g3 white knight · b2 white bishop · g2 white pawn · h2 white pawn · g1 white king | a7 black pawn · e7 black queen · g7 black king · h7 black pawn · b6 black pawn · e6 white pawn · f6 black knight · g6 black pawn · d5 black pawn · e5 white queen · c4 black pawn · d4 white pawn · b3 black knight · c3 white pawn · g3 white knight · b2 white bishop · g2 white pawn · h2 white pawn · g1 white king | a7 black pawn · e7 black queen · g7 black king · h7 black pawn · b6 black pawn · e6 white pawn · f6 black knight · g6 black pawn · d5 black pawn · e5 white queen · c4 black pawn · d4 white pawn · b3 black knight · c3 white pawn · g3 white knight · b2 white bishop · g2 white pawn · h2 white pawn · g1 white king | 7 |
| 6 | a7 black pawn · e7 black queen · g7 black king · h7 black pawn · b6 black pawn · e6 white pawn · f6 black knight · g6 black pawn · d5 black pawn · e5 white queen · c4 black pawn · d4 white pawn · b3 black knight · c3 white pawn · g3 white knight · b2 white bishop · g2 white pawn · h2 white pawn · g1 white king | a7 black pawn · e7 black queen · g7 black king · h7 black pawn · b6 black pawn · e6 white pawn · f6 black knight · g6 black pawn · d5 black pawn · e5 white queen · c4 black pawn · d4 white pawn · b3 black knight · c3 white pawn · g3 white knight · b2 white bishop · g2 white pawn · h2 white pawn · g1 white king | a7 black pawn · e7 black queen · g7 black king · h7 black pawn · b6 black pawn · e6 white pawn · f6 black knight · g6 black pawn · d5 black pawn · e5 white queen · c4 black pawn · d4 white pawn · b3 black knight · c3 white pawn · g3 white knight · b2 white bishop · g2 white pawn · h2 white pawn · g1 white king | a7 black pawn · e7 black queen · g7 black king · h7 black pawn · b6 black pawn · e6 white pawn · f6 black knight · g6 black pawn · d5 black pawn · e5 white queen · c4 black pawn · d4 white pawn · b3 black knight · c3 white pawn · g3 white knight · b2 white bishop · g2 white pawn · h2 white pawn · g1 white king | a7 black pawn · e7 black queen · g7 black king · h7 black pawn · b6 black pawn · e6 white pawn · f6 black knight · g6 black pawn · d5 black pawn · e5 white queen · c4 black pawn · d4 white pawn · b3 black knight · c3 white pawn · g3 white knight · b2 white bishop · g2 white pawn · h2 white pawn · g1 white king | a7 black pawn · e7 black queen · g7 black king · h7 black pawn · b6 black pawn · e6 white pawn · f6 black knight · g6 black pawn · d5 black pawn · e5 white queen · c4 black pawn · d4 white pawn · b3 black knight · c3 white pawn · g3 white knight · b2 white bishop · g2 white pawn · h2 white pawn · g1 white king | a7 black pawn · e7 black queen · g7 black king · h7 black pawn · b6 black pawn · e6 white pawn · f6 black knight · g6 black pawn · d5 black pawn · e5 white queen · c4 black pawn · d4 white pawn · b3 black knight · c3 white pawn · g3 white knight · b2 white bishop · g2 white pawn · h2 white pawn · g1 white king | a7 black pawn · e7 black queen · g7 black king · h7 black pawn · b6 black pawn · e6 white pawn · f6 black knight · g6 black pawn · d5 black pawn · e5 white queen · c4 black pawn · d4 white pawn · b3 black knight · c3 white pawn · g3 white knight · b2 white bishop · g2 white pawn · h2 white pawn · g1 white king | 6 |
| 5 | a7 black pawn · e7 black queen · g7 black king · h7 black pawn · b6 black pawn · e6 white pawn · f6 black knight · g6 black pawn · d5 black pawn · e5 white queen · c4 black pawn · d4 white pawn · b3 black knight · c3 white pawn · g3 white knight · b2 white bishop · g2 white pawn · h2 white pawn · g1 white king | a7 black pawn · e7 black queen · g7 black king · h7 black pawn · b6 black pawn · e6 white pawn · f6 black knight · g6 black pawn · d5 black pawn · e5 white queen · c4 black pawn · d4 white pawn · b3 black knight · c3 white pawn · g3 white knight · b2 white bishop · g2 white pawn · h2 white pawn · g1 white king | a7 black pawn · e7 black queen · g7 black king · h7 black pawn · b6 black pawn · e6 white pawn · f6 black knight · g6 black pawn · d5 black pawn · e5 white queen · c4 black pawn · d4 white pawn · b3 black knight · c3 white pawn · g3 white knight · b2 white bishop · g2 white pawn · h2 white pawn · g1 white king | a7 black pawn · e7 black queen · g7 black king · h7 black pawn · b6 black pawn · e6 white pawn · f6 black knight · g6 black pawn · d5 black pawn · e5 white queen · c4 black pawn · d4 white pawn · b3 black knight · c3 white pawn · g3 white knight · b2 white bishop · g2 white pawn · h2 white pawn · g1 white king | a7 black pawn · e7 black queen · g7 black king · h7 black pawn · b6 black pawn · e6 white pawn · f6 black knight · g6 black pawn · d5 black pawn · e5 white queen · c4 black pawn · d4 white pawn · b3 black knight · c3 white pawn · g3 white knight · b2 white bishop · g2 white pawn · h2 white pawn · g1 white king | a7 black pawn · e7 black queen · g7 black king · h7 black pawn · b6 black pawn · e6 white pawn · f6 black knight · g6 black pawn · d5 black pawn · e5 white queen · c4 black pawn · d4 white pawn · b3 black knight · c3 white pawn · g3 white knight · b2 white bishop · g2 white pawn · h2 white pawn · g1 white king | a7 black pawn · e7 black queen · g7 black king · h7 black pawn · b6 black pawn · e6 white pawn · f6 black knight · g6 black pawn · d5 black pawn · e5 white queen · c4 black pawn · d4 white pawn · b3 black knight · c3 white pawn · g3 white knight · b2 white bishop · g2 white pawn · h2 white pawn · g1 white king | a7 black pawn · e7 black queen · g7 black king · h7 black pawn · b6 black pawn · e6 white pawn · f6 black knight · g6 black pawn · d5 black pawn · e5 white queen · c4 black pawn · d4 white pawn · b3 black knight · c3 white pawn · g3 white knight · b2 white bishop · g2 white pawn · h2 white pawn · g1 white king | 5 |
| 4 | a7 black pawn · e7 black queen · g7 black king · h7 black pawn · b6 black pawn · e6 white pawn · f6 black knight · g6 black pawn · d5 black pawn · e5 white queen · c4 black pawn · d4 white pawn · b3 black knight · c3 white pawn · g3 white knight · b2 white bishop · g2 white pawn · h2 white pawn · g1 white king | a7 black pawn · e7 black queen · g7 black king · h7 black pawn · b6 black pawn · e6 white pawn · f6 black knight · g6 black pawn · d5 black pawn · e5 white queen · c4 black pawn · d4 white pawn · b3 black knight · c3 white pawn · g3 white knight · b2 white bishop · g2 white pawn · h2 white pawn · g1 white king | a7 black pawn · e7 black queen · g7 black king · h7 black pawn · b6 black pawn · e6 white pawn · f6 black knight · g6 black pawn · d5 black pawn · e5 white queen · c4 black pawn · d4 white pawn · b3 black knight · c3 white pawn · g3 white knight · b2 white bishop · g2 white pawn · h2 white pawn · g1 white king | a7 black pawn · e7 black queen · g7 black king · h7 black pawn · b6 black pawn · e6 white pawn · f6 black knight · g6 black pawn · d5 black pawn · e5 white queen · c4 black pawn · d4 white pawn · b3 black knight · c3 white pawn · g3 white knight · b2 white bishop · g2 white pawn · h2 white pawn · g1 white king | a7 black pawn · e7 black queen · g7 black king · h7 black pawn · b6 black pawn · e6 white pawn · f6 black knight · g6 black pawn · d5 black pawn · e5 white queen · c4 black pawn · d4 white pawn · b3 black knight · c3 white pawn · g3 white knight · b2 white bishop · g2 white pawn · h2 white pawn · g1 white king | a7 black pawn · e7 black queen · g7 black king · h7 black pawn · b6 black pawn · e6 white pawn · f6 black knight · g6 black pawn · d5 black pawn · e5 white queen · c4 black pawn · d4 white pawn · b3 black knight · c3 white pawn · g3 white knight · b2 white bishop · g2 white pawn · h2 white pawn · g1 white king | a7 black pawn · e7 black queen · g7 black king · h7 black pawn · b6 black pawn · e6 white pawn · f6 black knight · g6 black pawn · d5 black pawn · e5 white queen · c4 black pawn · d4 white pawn · b3 black knight · c3 white pawn · g3 white knight · b2 white bishop · g2 white pawn · h2 white pawn · g1 white king | a7 black pawn · e7 black queen · g7 black king · h7 black pawn · b6 black pawn · e6 white pawn · f6 black knight · g6 black pawn · d5 black pawn · e5 white queen · c4 black pawn · d4 white pawn · b3 black knight · c3 white pawn · g3 white knight · b2 white bishop · g2 white pawn · h2 white pawn · g1 white king | 4 |
| 3 | a7 black pawn · e7 black queen · g7 black king · h7 black pawn · b6 black pawn · e6 white pawn · f6 black knight · g6 black pawn · d5 black pawn · e5 white queen · c4 black pawn · d4 white pawn · b3 black knight · c3 white pawn · g3 white knight · b2 white bishop · g2 white pawn · h2 white pawn · g1 white king | a7 black pawn · e7 black queen · g7 black king · h7 black pawn · b6 black pawn · e6 white pawn · f6 black knight · g6 black pawn · d5 black pawn · e5 white queen · c4 black pawn · d4 white pawn · b3 black knight · c3 white pawn · g3 white knight · b2 white bishop · g2 white pawn · h2 white pawn · g1 white king | a7 black pawn · e7 black queen · g7 black king · h7 black pawn · b6 black pawn · e6 white pawn · f6 black knight · g6 black pawn · d5 black pawn · e5 white queen · c4 black pawn · d4 white pawn · b3 black knight · c3 white pawn · g3 white knight · b2 white bishop · g2 white pawn · h2 white pawn · g1 white king | a7 black pawn · e7 black queen · g7 black king · h7 black pawn · b6 black pawn · e6 white pawn · f6 black knight · g6 black pawn · d5 black pawn · e5 white queen · c4 black pawn · d4 white pawn · b3 black knight · c3 white pawn · g3 white knight · b2 white bishop · g2 white pawn · h2 white pawn · g1 white king | a7 black pawn · e7 black queen · g7 black king · h7 black pawn · b6 black pawn · e6 white pawn · f6 black knight · g6 black pawn · d5 black pawn · e5 white queen · c4 black pawn · d4 white pawn · b3 black knight · c3 white pawn · g3 white knight · b2 white bishop · g2 white pawn · h2 white pawn · g1 white king | a7 black pawn · e7 black queen · g7 black king · h7 black pawn · b6 black pawn · e6 white pawn · f6 black knight · g6 black pawn · d5 black pawn · e5 white queen · c4 black pawn · d4 white pawn · b3 black knight · c3 white pawn · g3 white knight · b2 white bishop · g2 white pawn · h2 white pawn · g1 white king | a7 black pawn · e7 black queen · g7 black king · h7 black pawn · b6 black pawn · e6 white pawn · f6 black knight · g6 black pawn · d5 black pawn · e5 white queen · c4 black pawn · d4 white pawn · b3 black knight · c3 white pawn · g3 white knight · b2 white bishop · g2 white pawn · h2 white pawn · g1 white king | a7 black pawn · e7 black queen · g7 black king · h7 black pawn · b6 black pawn · e6 white pawn · f6 black knight · g6 black pawn · d5 black pawn · e5 white queen · c4 black pawn · d4 white pawn · b3 black knight · c3 white pawn · g3 white knight · b2 white bishop · g2 white pawn · h2 white pawn · g1 white king | 3 |
| 2 | a7 black pawn · e7 black queen · g7 black king · h7 black pawn · b6 black pawn · e6 white pawn · f6 black knight · g6 black pawn · d5 black pawn · e5 white queen · c4 black pawn · d4 white pawn · b3 black knight · c3 white pawn · g3 white knight · b2 white bishop · g2 white pawn · h2 white pawn · g1 white king | a7 black pawn · e7 black queen · g7 black king · h7 black pawn · b6 black pawn · e6 white pawn · f6 black knight · g6 black pawn · d5 black pawn · e5 white queen · c4 black pawn · d4 white pawn · b3 black knight · c3 white pawn · g3 white knight · b2 white bishop · g2 white pawn · h2 white pawn · g1 white king | a7 black pawn · e7 black queen · g7 black king · h7 black pawn · b6 black pawn · e6 white pawn · f6 black knight · g6 black pawn · d5 black pawn · e5 white queen · c4 black pawn · d4 white pawn · b3 black knight · c3 white pawn · g3 white knight · b2 white bishop · g2 white pawn · h2 white pawn · g1 white king | a7 black pawn · e7 black queen · g7 black king · h7 black pawn · b6 black pawn · e6 white pawn · f6 black knight · g6 black pawn · d5 black pawn · e5 white queen · c4 black pawn · d4 white pawn · b3 black knight · c3 white pawn · g3 white knight · b2 white bishop · g2 white pawn · h2 white pawn · g1 white king | a7 black pawn · e7 black queen · g7 black king · h7 black pawn · b6 black pawn · e6 white pawn · f6 black knight · g6 black pawn · d5 black pawn · e5 white queen · c4 black pawn · d4 white pawn · b3 black knight · c3 white pawn · g3 white knight · b2 white bishop · g2 white pawn · h2 white pawn · g1 white king | a7 black pawn · e7 black queen · g7 black king · h7 black pawn · b6 black pawn · e6 white pawn · f6 black knight · g6 black pawn · d5 black pawn · e5 white queen · c4 black pawn · d4 white pawn · b3 black knight · c3 white pawn · g3 white knight · b2 white bishop · g2 white pawn · h2 white pawn · g1 white king | a7 black pawn · e7 black queen · g7 black king · h7 black pawn · b6 black pawn · e6 white pawn · f6 black knight · g6 black pawn · d5 black pawn · e5 white queen · c4 black pawn · d4 white pawn · b3 black knight · c3 white pawn · g3 white knight · b2 white bishop · g2 white pawn · h2 white pawn · g1 white king | a7 black pawn · e7 black queen · g7 black king · h7 black pawn · b6 black pawn · e6 white pawn · f6 black knight · g6 black pawn · d5 black pawn · e5 white queen · c4 black pawn · d4 white pawn · b3 black knight · c3 white pawn · g3 white knight · b2 white bishop · g2 white pawn · h2 white pawn · g1 white king | 2 |
| 1 | a7 black pawn · e7 black queen · g7 black king · h7 black pawn · b6 black pawn · e6 white pawn · f6 black knight · g6 black pawn · d5 black pawn · e5 white queen · c4 black pawn · d4 white pawn · b3 black knight · c3 white pawn · g3 white knight · b2 white bishop · g2 white pawn · h2 white pawn · g1 white king | a7 black pawn · e7 black queen · g7 black king · h7 black pawn · b6 black pawn · e6 white pawn · f6 black knight · g6 black pawn · d5 black pawn · e5 white queen · c4 black pawn · d4 white pawn · b3 black knight · c3 white pawn · g3 white knight · b2 white bishop · g2 white pawn · h2 white pawn · g1 white king | a7 black pawn · e7 black queen · g7 black king · h7 black pawn · b6 black pawn · e6 white pawn · f6 black knight · g6 black pawn · d5 black pawn · e5 white queen · c4 black pawn · d4 white pawn · b3 black knight · c3 white pawn · g3 white knight · b2 white bishop · g2 white pawn · h2 white pawn · g1 white king | a7 black pawn · e7 black queen · g7 black king · h7 black pawn · b6 black pawn · e6 white pawn · f6 black knight · g6 black pawn · d5 black pawn · e5 white queen · c4 black pawn · d4 white pawn · b3 black knight · c3 white pawn · g3 white knight · b2 white bishop · g2 white pawn · h2 white pawn · g1 white king | a7 black pawn · e7 black queen · g7 black king · h7 black pawn · b6 black pawn · e6 white pawn · f6 black knight · g6 black pawn · d5 black pawn · e5 white queen · c4 black pawn · d4 white pawn · b3 black knight · c3 white pawn · g3 white knight · b2 white bishop · g2 white pawn · h2 white pawn · g1 white king | a7 black pawn · e7 black queen · g7 black king · h7 black pawn · b6 black pawn · e6 white pawn · f6 black knight · g6 black pawn · d5 black pawn · e5 white queen · c4 black pawn · d4 white pawn · b3 black knight · c3 white pawn · g3 white knight · b2 white bishop · g2 white pawn · h2 white pawn · g1 white king | a7 black pawn · e7 black queen · g7 black king · h7 black pawn · b6 black pawn · e6 white pawn · f6 black knight · g6 black pawn · d5 black pawn · e5 white queen · c4 black pawn · d4 white pawn · b3 black knight · c3 white pawn · g3 white knight · b2 white bishop · g2 white pawn · h2 white pawn · g1 white king | a7 black pawn · e7 black queen · g7 black king · h7 black pawn · b6 black pawn · e6 white pawn · f6 black knight · g6 black pawn · d5 black pawn · e5 white queen · c4 black pawn · d4 white pawn · b3 black knight · c3 white pawn · g3 white knight · b2 white bishop · g2 white pawn · h2 white pawn · g1 white king | 1 |
|   | a | b | c | d | e | f | g | h |   |

Đôi khi, những quân nhẹ được thí để một con tốt thông tiến xuống phong cấp mà không gặp trở ngại.  Ví dụ, (Mikhail Botvinnik–José Capablanca, AVRO 1938), để tận dụng con tốt thông ở e6 nhưng đang bị chặn bởi hậu Đen, Trắng chơi 30. Ba3! thí tượng để lôi hậu ra khỏi ô e7  Qxa3 31. Nh5+! gxh5 32. Qg5+ Kf8 33. Qxf6+ và con tốt cột e là không thể ngăn cản, rất đáng thí tượng để dọn đường phong cấp. Các quân cờ ngăn cản tốt thông e6 là Hậu và Mã, một khi nó đã được loại bỏ, quân tốt sẽ tiến xuống phong cấp.

## Tốt thông bên ngoài
|   | a | b | c | d | e | f | g | h |   |
| 8 | e7 black king · f7 black pawn · g6 black pawn · h5 black pawn · a4 white pawn · c3 white king · g3 white pawn · h2 white pawn | e7 black king · f7 black pawn · g6 black pawn · h5 black pawn · a4 white pawn · c3 white king · g3 white pawn · h2 white pawn | e7 black king · f7 black pawn · g6 black pawn · h5 black pawn · a4 white pawn · c3 white king · g3 white pawn · h2 white pawn | e7 black king · f7 black pawn · g6 black pawn · h5 black pawn · a4 white pawn · c3 white king · g3 white pawn · h2 white pawn | e7 black king · f7 black pawn · g6 black pawn · h5 black pawn · a4 white pawn · c3 white king · g3 white pawn · h2 white pawn | e7 black king · f7 black pawn · g6 black pawn · h5 black pawn · a4 white pawn · c3 white king · g3 white pawn · h2 white pawn | e7 black king · f7 black pawn · g6 black pawn · h5 black pawn · a4 white pawn · c3 white king · g3 white pawn · h2 white pawn | e7 black king · f7 black pawn · g6 black pawn · h5 black pawn · a4 white pawn · c3 white king · g3 white pawn · h2 white pawn | 8 |
| 7 | e7 black king · f7 black pawn · g6 black pawn · h5 black pawn · a4 white pawn · c3 white king · g3 white pawn · h2 white pawn | e7 black king · f7 black pawn · g6 black pawn · h5 black pawn · a4 white pawn · c3 white king · g3 white pawn · h2 white pawn | e7 black king · f7 black pawn · g6 black pawn · h5 black pawn · a4 white pawn · c3 white king · g3 white pawn · h2 white pawn | e7 black king · f7 black pawn · g6 black pawn · h5 black pawn · a4 white pawn · c3 white king · g3 white pawn · h2 white pawn | e7 black king · f7 black pawn · g6 black pawn · h5 black pawn · a4 white pawn · c3 white king · g3 white pawn · h2 white pawn | e7 black king · f7 black pawn · g6 black pawn · h5 black pawn · a4 white pawn · c3 white king · g3 white pawn · h2 white pawn | e7 black king · f7 black pawn · g6 black pawn · h5 black pawn · a4 white pawn · c3 white king · g3 white pawn · h2 white pawn | e7 black king · f7 black pawn · g6 black pawn · h5 black pawn · a4 white pawn · c3 white king · g3 white pawn · h2 white pawn | 7 |
| 6 | e7 black king · f7 black pawn · g6 black pawn · h5 black pawn · a4 white pawn · c3 white king · g3 white pawn · h2 white pawn | e7 black king · f7 black pawn · g6 black pawn · h5 black pawn · a4 white pawn · c3 white king · g3 white pawn · h2 white pawn | e7 black king · f7 black pawn · g6 black pawn · h5 black pawn · a4 white pawn · c3 white king · g3 white pawn · h2 white pawn | e7 black king · f7 black pawn · g6 black pawn · h5 black pawn · a4 white pawn · c3 white king · g3 white pawn · h2 white pawn | e7 black king · f7 black pawn · g6 black pawn · h5 black pawn · a4 white pawn · c3 white king · g3 white pawn · h2 white pawn | e7 black king · f7 black pawn · g6 black pawn · h5 black pawn · a4 white pawn · c3 white king · g3 white pawn · h2 white pawn | e7 black king · f7 black pawn · g6 black pawn · h5 black pawn · a4 white pawn · c3 white king · g3 white pawn · h2 white pawn | e7 black king · f7 black pawn · g6 black pawn · h5 black pawn · a4 white pawn · c3 white king · g3 white pawn · h2 white pawn | 6 |
| 5 | e7 black king · f7 black pawn · g6 black pawn · h5 black pawn · a4 white pawn · c3 white king · g3 white pawn · h2 white pawn | e7 black king · f7 black pawn · g6 black pawn · h5 black pawn · a4 white pawn · c3 white king · g3 white pawn · h2 white pawn | e7 black king · f7 black pawn · g6 black pawn · h5 black pawn · a4 white pawn · c3 white king · g3 white pawn · h2 white pawn | e7 black king · f7 black pawn · g6 black pawn · h5 black pawn · a4 white pawn · c3 white king · g3 white pawn · h2 white pawn | e7 black king · f7 black pawn · g6 black pawn · h5 black pawn · a4 white pawn · c3 white king · g3 white pawn · h2 white pawn | e7 black king · f7 black pawn · g6 black pawn · h5 black pawn · a4 white pawn · c3 white king · g3 white pawn · h2 white pawn | e7 black king · f7 black pawn · g6 black pawn · h5 black pawn · a4 white pawn · c3 white king · g3 white pawn · h2 white pawn | e7 black king · f7 black pawn · g6 black pawn · h5 black pawn · a4 white pawn · c3 white king · g3 white pawn · h2 white pawn | 5 |
| 4 | e7 black king · f7 black pawn · g6 black pawn · h5 black pawn · a4 white pawn · c3 white king · g3 white pawn · h2 white pawn | e7 black king · f7 black pawn · g6 black pawn · h5 black pawn · a4 white pawn · c3 white king · g3 white pawn · h2 white pawn | e7 black king · f7 black pawn · g6 black pawn · h5 black pawn · a4 white pawn · c3 white king · g3 white pawn · h2 white pawn | e7 black king · f7 black pawn · g6 black pawn · h5 black pawn · a4 white pawn · c3 white king · g3 white pawn · h2 white pawn | e7 black king · f7 black pawn · g6 black pawn · h5 black pawn · a4 white pawn · c3 white king · g3 white pawn · h2 white pawn | e7 black king · f7 black pawn · g6 black pawn · h5 black pawn · a4 white pawn · c3 white king · g3 white pawn · h2 white pawn | e7 black king · f7 black pawn · g6 black pawn · h5 black pawn · a4 white pawn · c3 white king · g3 white pawn · h2 white pawn | e7 black king · f7 black pawn · g6 black pawn · h5 black pawn · a4 white pawn · c3 white king · g3 white pawn · h2 white pawn | 4 |
| 3 | e7 black king · f7 black pawn · g6 black pawn · h5 black pawn · a4 white pawn · c3 white king · g3 white pawn · h2 white pawn | e7 black king · f7 black pawn · g6 black pawn · h5 black pawn · a4 white pawn · c3 white king · g3 white pawn · h2 white pawn | e7 black king · f7 black pawn · g6 black pawn · h5 black pawn · a4 white pawn · c3 white king · g3 white pawn · h2 white pawn | e7 black king · f7 black pawn · g6 black pawn · h5 black pawn · a4 white pawn · c3 white king · g3 white pawn · h2 white pawn | e7 black king · f7 black pawn · g6 black pawn · h5 black pawn · a4 white pawn · c3 white king · g3 white pawn · h2 white pawn | e7 black king · f7 black pawn · g6 black pawn · h5 black pawn · a4 white pawn · c3 white king · g3 white pawn · h2 white pawn | e7 black king · f7 black pawn · g6 black pawn · h5 black pawn · a4 white pawn · c3 white king · g3 white pawn · h2 white pawn | e7 black king · f7 black pawn · g6 black pawn · h5 black pawn · a4 white pawn · c3 white king · g3 white pawn · h2 white pawn | 3 |
| 2 | e7 black king · f7 black pawn · g6 black pawn · h5 black pawn · a4 white pawn · c3 white king · g3 white pawn · h2 white pawn | e7 black king · f7 black pawn · g6 black pawn · h5 black pawn · a4 white pawn · c3 white king · g3 white pawn · h2 white pawn | e7 black king · f7 black pawn · g6 black pawn · h5 black pawn · a4 white pawn · c3 white king · g3 white pawn · h2 white pawn | e7 black king · f7 black pawn · g6 black pawn · h5 black pawn · a4 white pawn · c3 white king · g3 white pawn · h2 white pawn | e7 black king · f7 black pawn · g6 black pawn · h5 black pawn · a4 white pawn · c3 white king · g3 white pawn · h2 white pawn | e7 black king · f7 black pawn · g6 black pawn · h5 black pawn · a4 white pawn · c3 white king · g3 white pawn · h2 white pawn | e7 black king · f7 black pawn · g6 black pawn · h5 black pawn · a4 white pawn · c3 white king · g3 white pawn · h2 white pawn | e7 black king · f7 black pawn · g6 black pawn · h5 black pawn · a4 white pawn · c3 white king · g3 white pawn · h2 white pawn | 2 |
| 1 | e7 black king · f7 black pawn · g6 black pawn · h5 black pawn · a4 white pawn · c3 white king · g3 white pawn · h2 white pawn | e7 black king · f7 black pawn · g6 black pawn · h5 black pawn · a4 white pawn · c3 white king · g3 white pawn · h2 white pawn | e7 black king · f7 black pawn · g6 black pawn · h5 black pawn · a4 white pawn · c3 white king · g3 white pawn · h2 white pawn | e7 black king · f7 black pawn · g6 black pawn · h5 black pawn · a4 white pawn · c3 white king · g3 white pawn · h2 white pawn | e7 black king · f7 black pawn · g6 black pawn · h5 black pawn · a4 white pawn · c3 white king · g3 white pawn · h2 white pawn | e7 black king · f7 black pawn · g6 black pawn · h5 black pawn · a4 white pawn · c3 white king · g3 white pawn · h2 white pawn | e7 black king · f7 black pawn · g6 black pawn · h5 black pawn · a4 white pawn · c3 white king · g3 white pawn · h2 white pawn | e7 black king · f7 black pawn · g6 black pawn · h5 black pawn · a4 white pawn · c3 white king · g3 white pawn · h2 white pawn | 1 |
|   | a | b | c | d | e | f | g | h |   |

Một con tốt thông bên ngoài là một con tốt thông ở xa các con tốt còn lại và làm chệch hướng vua đối phương (và đôi khi là các quân cờ khác) và sẽ không thể phòng thủ của các con tốt khác của đối phương. Một con tốt như vậy thường tạo ra một lợi thế mạnh mẽ cho bên có nó bởi vì vua đối phương không thể bảo vệ các quân tốt của mình trong khi đang ngăn chặn tốt thông bên ngoài.
Ở hình bên, tốt thông bên ngoài mang lại cho Trắng một lợi thế mặc dù lực lượng là ngang nhau. Con tốt sẽ buộc vua của Đen chặn lại, để vua của Trắng tự do ăn những con tốt còn lại của Đen và giành chiến thắng trong ván cờ. Trắng dành chiến thắng với:
41. Kd4 Kd6
42. a5 f6
43. a6 Kc6
44. a7 Kb7
45. Kd5 h4
46. Ke6 1–0 Levenfish & Smyslov, 1957|   | a                                                                                                                                                                             | b                                                                                                                                                                             | c                                                                                                                                                                             | d                                                                                                                                                                             | e                                                                                                                                                                             | f                                                                                                                                                                             | g                                                                                                                                                                             | h                                                                                                                                                                             |   |
| 8 | a8 white rook · g7 black king · a6 white pawn · g6 black pawn · f5 black pawn · h5 black pawn · f4 white pawn · h4 white pawn · a3 black rook · g3 white pawn · f2 white king | a8 white rook · g7 black king · a6 white pawn · g6 black pawn · f5 black pawn · h5 black pawn · f4 white pawn · h4 white pawn · a3 black rook · g3 white pawn · f2 white king | a8 white rook · g7 black king · a6 white pawn · g6 black pawn · f5 black pawn · h5 black pawn · f4 white pawn · h4 white pawn · a3 black rook · g3 white pawn · f2 white king | a8 white rook · g7 black king · a6 white pawn · g6 black pawn · f5 black pawn · h5 black pawn · f4 white pawn · h4 white pawn · a3 black rook · g3 white pawn · f2 white king | a8 white rook · g7 black king · a6 white pawn · g6 black pawn · f5 black pawn · h5 black pawn · f4 white pawn · h4 white pawn · a3 black rook · g3 white pawn · f2 white king | a8 white rook · g7 black king · a6 white pawn · g6 black pawn · f5 black pawn · h5 black pawn · f4 white pawn · h4 white pawn · a3 black rook · g3 white pawn · f2 white king | a8 white rook · g7 black king · a6 white pawn · g6 black pawn · f5 black pawn · h5 black pawn · f4 white pawn · h4 white pawn · a3 black rook · g3 white pawn · f2 white king | a8 white rook · g7 black king · a6 white pawn · g6 black pawn · f5 black pawn · h5 black pawn · f4 white pawn · h4 white pawn · a3 black rook · g3 white pawn · f2 white king | 8 |
| 7 | a8 white rook · g7 black king · a6 white pawn · g6 black pawn · f5 black pawn · h5 black pawn · f4 white pawn · h4 white pawn · a3 black rook · g3 white pawn · f2 white king | a8 white rook · g7 black king · a6 white pawn · g6 black pawn · f5 black pawn · h5 black pawn · f4 white pawn · h4 white pawn · a3 black rook · g3 white pawn · f2 white king | a8 white rook · g7 black king · a6 white pawn · g6 black pawn · f5 black pawn · h5 black pawn · f4 white pawn · h4 white pawn · a3 black rook · g3 white pawn · f2 white king | a8 white rook · g7 black king · a6 white pawn · g6 black pawn · f5 black pawn · h5 black pawn · f4 white pawn · h4 white pawn · a3 black rook · g3 white pawn · f2 white king | a8 white rook · g7 black king · a6 white pawn · g6 black pawn · f5 black pawn · h5 black pawn · f4 white pawn · h4 white pawn · a3 black rook · g3 white pawn · f2 white king | a8 white rook · g7 black king · a6 white pawn · g6 black pawn · f5 black pawn · h5 black pawn · f4 white pawn · h4 white pawn · a3 black rook · g3 white pawn · f2 white king | a8 white rook · g7 black king · a6 white pawn · g6 black pawn · f5 black pawn · h5 black pawn · f4 white pawn · h4 white pawn · a3 black rook · g3 white pawn · f2 white king | a8 white rook · g7 black king · a6 white pawn · g6 black pawn · f5 black pawn · h5 black pawn · f4 white pawn · h4 white pawn · a3 black rook · g3 white pawn · f2 white king | 7 |
| 6 | a8 white rook · g7 black king · a6 white pawn · g6 black pawn · f5 black pawn · h5 black pawn · f4 white pawn · h4 white pawn · a3 black rook · g3 white pawn · f2 white king | a8 white rook · g7 black king · a6 white pawn · g6 black pawn · f5 black pawn · h5 black pawn · f4 white pawn · h4 white pawn · a3 black rook · g3 white pawn · f2 white king | a8 white rook · g7 black king · a6 white pawn · g6 black pawn · f5 black pawn · h5 black pawn · f4 white pawn · h4 white pawn · a3 black rook · g3 white pawn · f2 white king | a8 white rook · g7 black king · a6 white pawn · g6 black pawn · f5 black pawn · h5 black pawn · f4 white pawn · h4 white pawn · a3 black rook · g3 white pawn · f2 white king | a8 white rook · g7 black king · a6 white pawn · g6 black pawn · f5 black pawn · h5 black pawn · f4 white pawn · h4 white pawn · a3 black rook · g3 white pawn · f2 white king | a8 white rook · g7 black king · a6 white pawn · g6 black pawn · f5 black pawn · h5 black pawn · f4 white pawn · h4 white pawn · a3 black rook · g3 white pawn · f2 white king | a8 white rook · g7 black king · a6 white pawn · g6 black pawn · f5 black pawn · h5 black pawn · f4 white pawn · h4 white pawn · a3 black rook · g3 white pawn · f2 white king | a8 white rook · g7 black king · a6 white pawn · g6 black pawn · f5 black pawn · h5 black pawn · f4 white pawn · h4 white pawn · a3 black rook · g3 white pawn · f2 white king | 6 |
| 5 | a8 white rook · g7 black king · a6 white pawn · g6 black pawn · f5 black pawn · h5 black pawn · f4 white pawn · h4 white pawn · a3 black rook · g3 white pawn · f2 white king | a8 white rook · g7 black king · a6 white pawn · g6 black pawn · f5 black pawn · h5 black pawn · f4 white pawn · h4 white pawn · a3 black rook · g3 white pawn · f2 white king | a8 white rook · g7 black king · a6 white pawn · g6 black pawn · f5 black pawn · h5 black pawn · f4 white pawn · h4 white pawn · a3 black rook · g3 white pawn · f2 white king | a8 white rook · g7 black king · a6 white pawn · g6 black pawn · f5 black pawn · h5 black pawn · f4 white pawn · h4 white pawn · a3 black rook · g3 white pawn · f2 white king | a8 white rook · g7 black king · a6 white pawn · g6 black pawn · f5 black pawn · h5 black pawn · f4 white pawn · h4 white pawn · a3 black rook · g3 white pawn · f2 white king | a8 white rook · g7 black king · a6 white pawn · g6 black pawn · f5 black pawn · h5 black pawn · f4 white pawn · h4 white pawn · a3 black rook · g3 white pawn · f2 white king | a8 white rook · g7 black king · a6 white pawn · g6 black pawn · f5 black pawn · h5 black pawn · f4 white pawn · h4 white pawn · a3 black rook · g3 white pawn · f2 white king | a8 white rook · g7 black king · a6 white pawn · g6 black pawn · f5 black pawn · h5 black pawn · f4 white pawn · h4 white pawn · a3 black rook · g3 white pawn · f2 white king | 5 |
| 4 | a8 white rook · g7 black king · a6 white pawn · g6 black pawn · f5 black pawn · h5 black pawn · f4 white pawn · h4 white pawn · a3 black rook · g3 white pawn · f2 white king | a8 white rook · g7 black king · a6 white pawn · g6 black pawn · f5 black pawn · h5 black pawn · f4 white pawn · h4 white pawn · a3 black rook · g3 white pawn · f2 white king | a8 white rook · g7 black king · a6 white pawn · g6 black pawn · f5 black pawn · h5 black pawn · f4 white pawn · h4 white pawn · a3 black rook · g3 white pawn · f2 white king | a8 white rook · g7 black king · a6 white pawn · g6 black pawn · f5 black pawn · h5 black pawn · f4 white pawn · h4 white pawn · a3 black rook · g3 white pawn · f2 white king | a8 white rook · g7 black king · a6 white pawn · g6 black pawn · f5 black pawn · h5 black pawn · f4 white pawn · h4 white pawn · a3 black rook · g3 white pawn · f2 white king | a8 white rook · g7 black king · a6 white pawn · g6 black pawn · f5 black pawn · h5 black pawn · f4 white pawn · h4 white pawn · a3 black rook · g3 white pawn · f2 white king | a8 white rook · g7 black king · a6 white pawn · g6 black pawn · f5 black pawn · h5 black pawn · f4 white pawn · h4 white pawn · a3 black rook · g3 white pawn · f2 white king | a8 white rook · g7 black king · a6 white pawn · g6 black pawn · f5 black pawn · h5 black pawn · f4 white pawn · h4 white pawn · a3 black rook · g3 white pawn · f2 white king | 4 |
| 3 | a8 white rook · g7 black king · a6 white pawn · g6 black pawn · f5 black pawn · h5 black pawn · f4 white pawn · h4 white pawn · a3 black rook · g3 white pawn · f2 white king | a8 white rook · g7 black king · a6 white pawn · g6 black pawn · f5 black pawn · h5 black pawn · f4 white pawn · h4 white pawn · a3 black rook · g3 white pawn · f2 white king | a8 white rook · g7 black king · a6 white pawn · g6 black pawn · f5 black pawn · h5 black pawn · f4 white pawn · h4 white pawn · a3 black rook · g3 white pawn · f2 white king | a8 white rook · g7 black king · a6 white pawn · g6 black pawn · f5 black pawn · h5 black pawn · f4 white pawn · h4 white pawn · a3 black rook · g3 white pawn · f2 white king | a8 white rook · g7 black king · a6 white pawn · g6 black pawn · f5 black pawn · h5 black pawn · f4 white pawn · h4 white pawn · a3 black rook · g3 white pawn · f2 white king | a8 white rook · g7 black king · a6 white pawn · g6 black pawn · f5 black pawn · h5 black pawn · f4 white pawn · h4 white pawn · a3 black rook · g3 white pawn · f2 white king | a8 white rook · g7 black king · a6 white pawn · g6 black pawn · f5 black pawn · h5 black pawn · f4 white pawn · h4 white pawn · a3 black rook · g3 white pawn · f2 white king | a8 white rook · g7 black king · a6 white pawn · g6 black pawn · f5 black pawn · h5 black pawn · f4 white pawn · h4 white pawn · a3 black rook · g3 white pawn · f2 white king | 3 |
| 2 | a8 white rook · g7 black king · a6 white pawn · g6 black pawn · f5 black pawn · h5 black pawn · f4 white pawn · h4 white pawn · a3 black rook · g3 white pawn · f2 white king | a8 white rook · g7 black king · a6 white pawn · g6 black pawn · f5 black pawn · h5 black pawn · f4 white pawn · h4 white pawn · a3 black rook · g3 white pawn · f2 white king | a8 white rook · g7 black king · a6 white pawn · g6 black pawn · f5 black pawn · h5 black pawn · f4 white pawn · h4 white pawn · a3 black rook · g3 white pawn · f2 white king | a8 white rook · g7 black king · a6 white pawn · g6 black pawn · f5 black pawn · h5 black pawn · f4 white pawn · h4 white pawn · a3 black rook · g3 white pawn · f2 white king | a8 white rook · g7 black king · a6 white pawn · g6 black pawn · f5 black pawn · h5 black pawn · f4 white pawn · h4 white pawn · a3 black rook · g3 white pawn · f2 white king | a8 white rook · g7 black king · a6 white pawn · g6 black pawn · f5 black pawn · h5 black pawn · f4 white pawn · h4 white pawn · a3 black rook · g3 white pawn · f2 white king | a8 white rook · g7 black king · a6 white pawn · g6 black pawn · f5 black pawn · h5 black pawn · f4 white pawn · h4 white pawn · a3 black rook · g3 white pawn · f2 white king | a8 white rook · g7 black king · a6 white pawn · g6 black pawn · f5 black pawn · h5 black pawn · f4 white pawn · h4 white pawn · a3 black rook · g3 white pawn · f2 white king | 2 |
| 1 | a8 white rook · g7 black king · a6 white pawn · g6 black pawn · f5 black pawn · h5 black pawn · f4 white pawn · h4 white pawn · a3 black rook · g3 white pawn · f2 white king | a8 white rook · g7 black king · a6 white pawn · g6 black pawn · f5 black pawn · h5 black pawn · f4 white pawn · h4 white pawn · a3 black rook · g3 white pawn · f2 white king | a8 white rook · g7 black king · a6 white pawn · g6 black pawn · f5 black pawn · h5 black pawn · f4 white pawn · h4 white pawn · a3 black rook · g3 white pawn · f2 white king | a8 white rook · g7 black king · a6 white pawn · g6 black pawn · f5 black pawn · h5 black pawn · f4 white pawn · h4 white pawn · a3 black rook · g3 white pawn · f2 white king | a8 white rook · g7 black king · a6 white pawn · g6 black pawn · f5 black pawn · h5 black pawn · f4 white pawn · h4 white pawn · a3 black rook · g3 white pawn · f2 white king | a8 white rook · g7 black king · a6 white pawn · g6 black pawn · f5 black pawn · h5 black pawn · f4 white pawn · h4 white pawn · a3 black rook · g3 white pawn · f2 white king | a8 white rook · g7 black king · a6 white pawn · g6 black pawn · f5 black pawn · h5 black pawn · f4 white pawn · h4 white pawn · a3 black rook · g3 white pawn · f2 white king | a8 white rook · g7 black king · a6 white pawn · g6 black pawn · f5 black pawn · h5 black pawn · f4 white pawn · h4 white pawn · a3 black rook · g3 white pawn · f2 white king | 1 |
|   | a | b | c | d | e | f | g | h |   |Trắng đi, hòa cờ
Một con tốt thông bên ngoài cũng rất mạnh trong một ván cờ tàn với những quân cờ nhẹ. Nó không quá mạnh trong một trận ván cờ tàn xe nếu quân đối phương có thể đứng sau con tốt (xem hình), như trong quy tắc Tarrasch (Levenfish & Smyslov 1971: 157).

## Trích dẫn
"Một con tốt thông là tội phạm cần được giữ kín và có chìa khóa. Các biện pháp nhẹ nhàng, chẳng hạn như sự giám sát của cảnh sát, là không đủ." 
- Aron Nimzowitsch
"Con tốt thông có linh hồn, ham muốn và nỗi sợ."
-Jan Hein Donner